# Schorfheide (commune)
Schorfheide  est une commune de l'arrondissement de Barnim, dans le Land de Brandebourg, en Allemagne. Elle porte le nom d'une vaste étendue forestière faisant partie de la réserve de biosphère de Schorfheide-Chorin. Sa population s'élevait à environ 10 190 habitants en 2021.

## Personnalités liées à la ville
- Karl von Reyher (1786-1857), général né à Groß Schönebeck.
- Ferdinand von Kleist (1797-1867), général né à Groß Schönebeck.
- August von Dewitz, général né à Groß Schönebeck.
- Hermann Blankenstein (1829-1910), architecte né à Grafenbrück.
- Eckhard Herrmann (1949-), sculpteur né à Finowfurt.